# Marcelo Moutinho
Marcelo Moutinho (Rio de Janeiro, 22 de junho de 1972) é um escritor e jornalista brasileiro.

## Biografia

### Primeiros anos e formação acadêmica
Marcelo é nascido e criado em Madureira, subúrbio da cidade do Rio de Janeiro.
Formou-se em Jornalismo na Faculdades Integradas Hélio Alonso (FACHA). Posteriormente realizou um lato sensu na Pontifícia Universidade Católica do Rio de Janeiro (PUC-Rio). Realizou mestrado na Fundação Getulio Vargas (FGV), onde estudou a trajetória da vedete Zaquia Jorge.

### Carreira
Iniciou sua trajetória literária com o livro Memória dos barcos, no ano de 2001, pela editora 7Letras. Seu segundo livro, Prosas Cariocas, publicado em 2004, juntamente com Flávio Izhaki, na editora Casa da Palavra.
No ano seguinte, participou do livro, Contos sobre Tela lançado editora Pinakotheke e que reuniu dezesseis jovens autores brasileiros, publicando contos. Já em 2006, em parceria com a editora Rocco, publicou o romance Somos todos iguais nesta noite.
Autor das obras "A lua na caixa d'água" (Malê, 2021), vencedor do Prêmio Jabuti 2022 na categoria Crônica, "Rua de dentro" (Record, 2020), "Ferrugem" (Record, 2017, Prêmio da Fundação Biblioteca Nacional), "Na dobra do dia" (Rocco, 2015), "A palavra ausente" (Rocco, 2011), "Somos todos iguais nesta noite" (Rocco, 2006) e além dos infantis "Mila, a gata preta" (Oficina Raquel, 2022) e "A menina que perdeu as cores" (Pallas, 2012). Em 2024, lançou pela Record o livro Estrela de Madureira: a trajetória da vedete Zaquia Jorge, por quem toda a cidade chorou.
Organizou, entre outras, as antologias "Contos de Axé - 18 contos inspirados nos arquétipos dos orixás" (Malê, 2021), Conversas de Botequim (com Henrique Rodrigues, Mórula, 2017), O Meu Lugar (com Luiz Antonio Simas, Mórula, 2015), Dicionário Amoroso da Língua Portuguesa (Casa da Palavra, 2009). 

### Infantil
- 2013 - A menina que perdeu as cores (Pallas)
- 2022 - Mila, a gata preta (Oficina Raquel)

## Prêmios
- Prêmio Jabuti 2022 [14]
- Prêmio Clarice Lispector 2017 [15]